# Fred Sanderson
Fred R. Sanderson (* 28. Juli 1872 in Galesburg, Illinois; † 2. August 1928 ebenda) war ein US-amerikanischer Tennisspieler.

## Biografie
Sanderson war in seiner Heimatstadt als ein Allround-Sportler bekannt. Neben Tennis spielte er Golf, Football, Basketball und Polo. Er war der Western Illinois Tennismeister. Seinen Abschluss machte er am Knox College in seiner Heimatstadt. Sein Vater war der erste Bürgermeister der Stadt.
Sanderson nahm an den Olympischen Sommerspielen 1904 in St. Louis am Tenniswettbewerb teil. Im Einzel kam er nach zwei Freilosen in den ersten Runden nicht gegen den späteren Silbermedaillengewinner Robert LeRoy an, gegen den er 6:3 und 6:3 verlor. Im Doppel trat er nicht an.